# Polystichum asia-minoris
Polystichum asia-minoris — вид рослин з родини щитникових (Dryopteridaceae), ендемік Туреччини. Вид описаний та проілюстрований із каньйону Горми, Національний парк гір Куре в провінції Кастамону, що на півночі Туреччини. Новий вид має надзвичайно вузьке поширення і класифікується до категорії CR, згідно з критеріями Червоного списку МСОП.

## Середовище проживання
Новий вид зростає в північно-центральній Туреччині на ґрунті з вапняковою основою, у вологих і тінистих умовах.

## Опис рослини
Рослина багаторічна, вічнозелена, заввишки (18)12–18(20) см. Кореневища висхідні, ≈ 2 см завдовжки й ≈ 1.5 см у діаметрі. Коріння довжиною до 10 см і ≈ 0.5 мм у діаметрі. Листки в пучках; черешки довжиною 4–7 см; листові пластини зворотно-ланцетні, 1-перисті, завдовжки (4)7–12 см, верхівка загострена. Усі вторинні листки родючі. Соруси кінцеві, у діаметрі 0.8–1.2 мм; індусія відсутня.